# Peggy la studentessa
Peggy la studentessa (Peggy) è un film del 1950 diretto da Frederick de Cordova.
È un film commedia statunitense a sfondo romantico con Charles Coburn, Charles Drake e Diana Lynn.

## Produzione
Il film, diretto da Frederick De Cordova su una sceneggiatura di George W. George e George F. Slavin con il soggetto di Leon Ware, fu prodotto da Ralph Dietrich per la Universal International Pictures e girato negli Universal Studios a Universal City in California. I titoli di lavorazione furono Rose Bowl Queen e Rose Queen. La pellicola contiene filmati d'archivio della reale parata del New Year's Day Rose Bowl del 1950. La stessa produzione si avvalse della collaborazione della Pasadena Tournament of Roses Association.

## Distribuzione
Il film fu distribuito con il titolo Peggy negli Stati Uniti dal 1º luglio 1950 al cinema dalla Universal Pictures.
Altre distribuzioni:
- in Finlandia il 22 giugno 1951 (Naineet - älkää vaivautuko)
- in Turchia nell'aprile del 1954 (Güzellik kraliçesi)
- in Portogallo il 30 settembre 1954 (Peggy)
- in Germania Ovest (Verliebt, verlobt, verheiratet)
- in Italia (Peggy la studentessa)